# Viande de pigeon

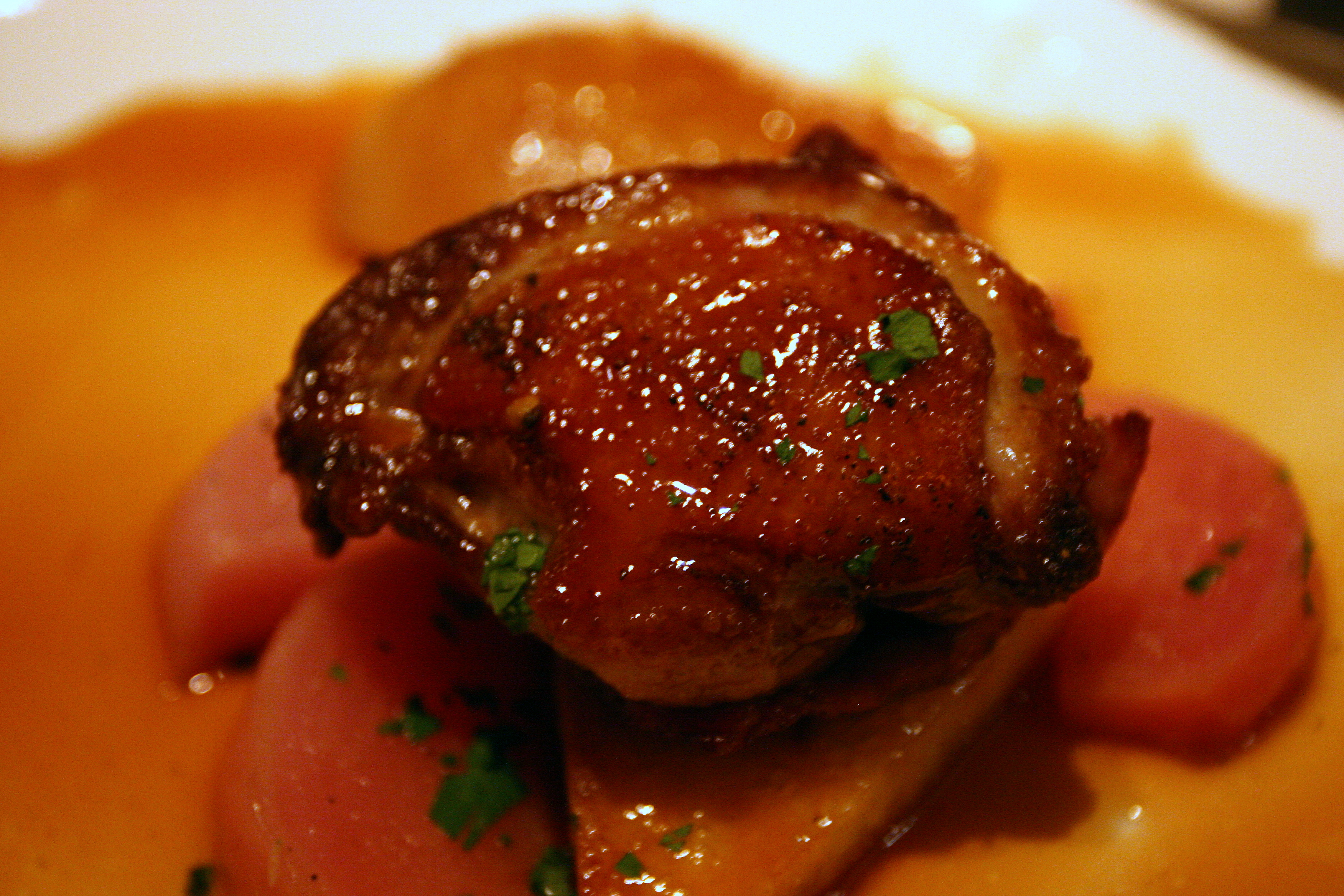
Pigeonneau dans un restaurant français en 2007.

La viande de pigeon est issue du pigeon sauvage ou de l'élevage du pigeon.

## Histoire
Le pigeon est consommé depuis l'Antiquité. L'archéologie a dévoilé des tablettes d'argile mésopotamiennes décrivant des recettes à base de sa viande.

« On ouvre en deux le pigeon, on met en place l'eau, on y ajoute de la graisse, du sel à volonté, des oignons, du samidu, des poireaux, de l'ail et des herbes préalablement détrempées dans le lait. »

— Tablette cunéiforme akkadienne, environ 1700 av. J.-C..

## Production et consommation
En 2006, la Chine est le plus gros consommateur mondial, suivi de la Thaïlande. En Amérique du Nord, le pigeon est principalement consommé par la communauté asiatique. Il est également consommé dans le monde arabe. En Europe, les Italiens et les Français sont les principaux producteurs et consommateurs de viande de pigeon. Sa consommation en France est en 2004 de 3 500 tonnes, soit 8 millions de pigeonneaux, minime si on la compare aux autres volailles.
Sa viande est réputée « maigre, avec une chair fine et pauvre en graisses ».